# Kvadratura kruhu

Kruh a čtverec o stejném obsahu. Kruhu o poloměru 1 odpovídá čtverec se stranou

Kvadratura kruhu je úloha sestrojit k danému kruhu čtverec o stejném obsahu, a to pouze pomocí pravítka a kružítka. Je to jeden ze tří nejslavnějších antických konstrukčních problémů (zbylé dva jsou zdvojení krychle a trisekce úhlu; souhrnně jsou nazývány Tři klasické problémy antické matematiky). Tyto problémy byly formulovány již v 5. století př. n. l. a odolávaly po dlouhá staletí všem pokusům o vyřešení, než bylo v 19. století dokázáno, že jsou geometricky neřešitelné. Od nejstarších dob se však užívala různá přibližná řešení.

## Přesné zadání úlohy
Obecné zadání úlohy kvadratura kruhu zní v jazyce moderní matematiky takto:
Nalezněte obecnou euklidovskou konstrukci, pomocí níž bude možné v konečném počtu kroků zkonstruovat čtverec o stejném obsahu, jako má daný kruh.

Poněkud méně formálně:
K danému kruhu zkonstruujte čtverec o stejném obsahu pouze za užití pravítka a kružítka.

Klíčová je podmínka, že to má být euklidovská konstrukce, čili používat jen pravítka a kružítka.

## Historie
Problém je zřejmě tak starý jako geometrie sama a zaměstnával matematiky po celá tisíciletí. Ačkoli jeho neřešitelnost byla spolehlivě dokázaná až roku 1882, už starověcí geometři měli velmi dobrou představu o jeho špatné uchopitelnosti. Hlavní překážkou je použití kružítka a pravítka bez stupnice. Pokud použijeme například pravítko se stupnicí, nebo třeba něco, co umí nakreslit Archimédovu spirálu, pak není příliš obtížné se s úlohou vypořádat.

## Důkaz neřešitelnosti
Označme a stranu čtverce a r poloměr kruhu. Řešíme problém {\displaystyle a^{2}=\pi *r^{2}}. Pokud zvolíme kruh o poloměru r = 1, pak {\displaystyle a^{2}=\pi }, a tedy {\displaystyle |a|={\sqrt {\pi }}}.
Řešení vyžaduje geometrické sestrojení čísla {\displaystyle {\sqrt {\pi }}}. Problém je, že toto číslo je transcendentní. Neboli není algebraické, a tudíž nemůže být ani sestrojitelné. Transcendentnost čísla {\displaystyle \pi } byla dokázána roku 1882 Ferdinandem von Lindemannem. Pokud by někdo měl vyřešit kvadraturu kruhu, musel by k tomu nutně nalézt algebraickou hodnotu {\displaystyle \pi }, což není možné. Nicméně je možné sestrojit čtverec s obsahem libovolně blízkým obsahu daného kruhu.
Pokud se původní zadání oslabí v tom, že se povolí nekonečný počet kroků při konstrukci, je kvadratura také možná.
I když kvadratura kruhu není uskutečnitelná v Euklidově prostoru, je možná v Gaussově-Bolyaiově-Lobačevského prostoru.

Přibližné řešení obsahu kruhu (papyrus Rhind, asi 1650 př. n. l.)

## Přibližná řešení
Úloha obsahu kruhu, kterou můžeme chápat jako předchůdce kvadratury kruhu, se vyskytuje i v praxi, kde většinou vystačíme s přibližným řešením, které může být i velmi blízké přesné hodnotě řešení. Nejjednodušší přibližné řešení nahrazuje kruh nepravidelným osmiúhelníkem (viz obr.), jehož plocha je zřejmě 7, ač plocha kruhu o poloměru 1,5 je asi 7,07. Takto odhadnuté pí má hodnotu 28/9 neboli 3,111... . Chyba přiblížení je přibližně -1,2 %.
Staroegyptský Rhindův papyrus, datovaný kolem 1650 př. n. l., vyjadřuje poměr obsahu kruhu a opsaného čtverce jako 64/81, což odpovídá hodnotě pí 256/81, neboli přibližně 3.16.
Podstatně lepší přiblížení nalezl Archimédés (287-212 př. n. l.), který místo obsahu kruhu hledal jeho obvod. Přibližoval se k němu posloupností pravidelných mnohoúhelníků o stále větším počtu stran a správně předpokládal, že obvod kruhu musí ležet mezi obvodem vepsaného a opsaného mnohoúhelníka. Jeho výsledný údaj byl, že obvod kruhu je větší než 3+10/71 a menší než 3+10/70, což odpovídá hodnotě čísla {\displaystyle \pi } mezi 3,1408 a 3,1428, přibližně tedy 3,1419. Chyba jeho přiblížení činí méně než 0,05 % a je tedy pro většinu praktických použití zanedbatelná. Roku 1685 objevil polský matematik Adam Kochanski poměrně jednoduchou euklidovskou konstrukci, která odpovídá hodnotě čísla {\displaystyle \pi } asi 3,141533... a je tedy ještě o dva řády přesnější.

Přibližná konstrukce A. Kochanského (1685)

Po objevu analytické geometrie v 17. století (Pierre de Fermat, René Descartes) se přibližné hodnoty čísla {\displaystyle \pi } začaly hledat pomocí nekonečných řad a počátkem 18. století bylo známo na 100 desetinných míst. Dnes je k dispozici v téměř libovolné délce, takže úloha kvadratury kruhu ztratila praktický význam a už v 17. století byli matematici přesvědčeni, že není řešitelná. Kvadratura kruhu se však stala tak populární, že další a další laici hlásili, že úlohu vyřešili. Francouzská akademie se proto roku 1775 usnesla, že nadále nebude zkoumat žádné zprávy o vyřešení tří klasických problémů matematiky, stejně jako zprávy o sestrojení perpetua mobile.

## Frazém
Frazém „kvadratura kruhu“ má význam „nemožnost“, „nesplnitelný úkol“, „sotva splnitelný úkol“. (Příklad: Víme, že je to trochu kvadratura kruhu, ale je třeba se o to pokusit.)